# Ilistaja
Die Ilistaja (russisch Илистая; bis 1972: Лефу (Lefu)) ist ein Zufluss des Chankasees in der russischen Region Primorje.
Die Ilistaja entspringt im Prschewalskowo-Gebirge südsüdöstlich des Chankasees.
Sie fließt in überwiegend nördlicher Richtung über eine Strecke von 220 km zum Chankasee, an dessen Südufer sie mündet. Die Ilistaja entwässert ein Gebiet von 5470 km². Wichtige Nebenflüsse der Ilistaja sind Tschernigowka, Malaja Ilistaja, Snegurowka und Abramowka.